# 京王チキ2970形貨車
京王チキ2970形貨車は1956年（昭和31年）10月に2両が製造され、1986年（昭和61年）3月まで使用された京王帝都電鉄京王線のレール輸送用長物車である。

## 概要

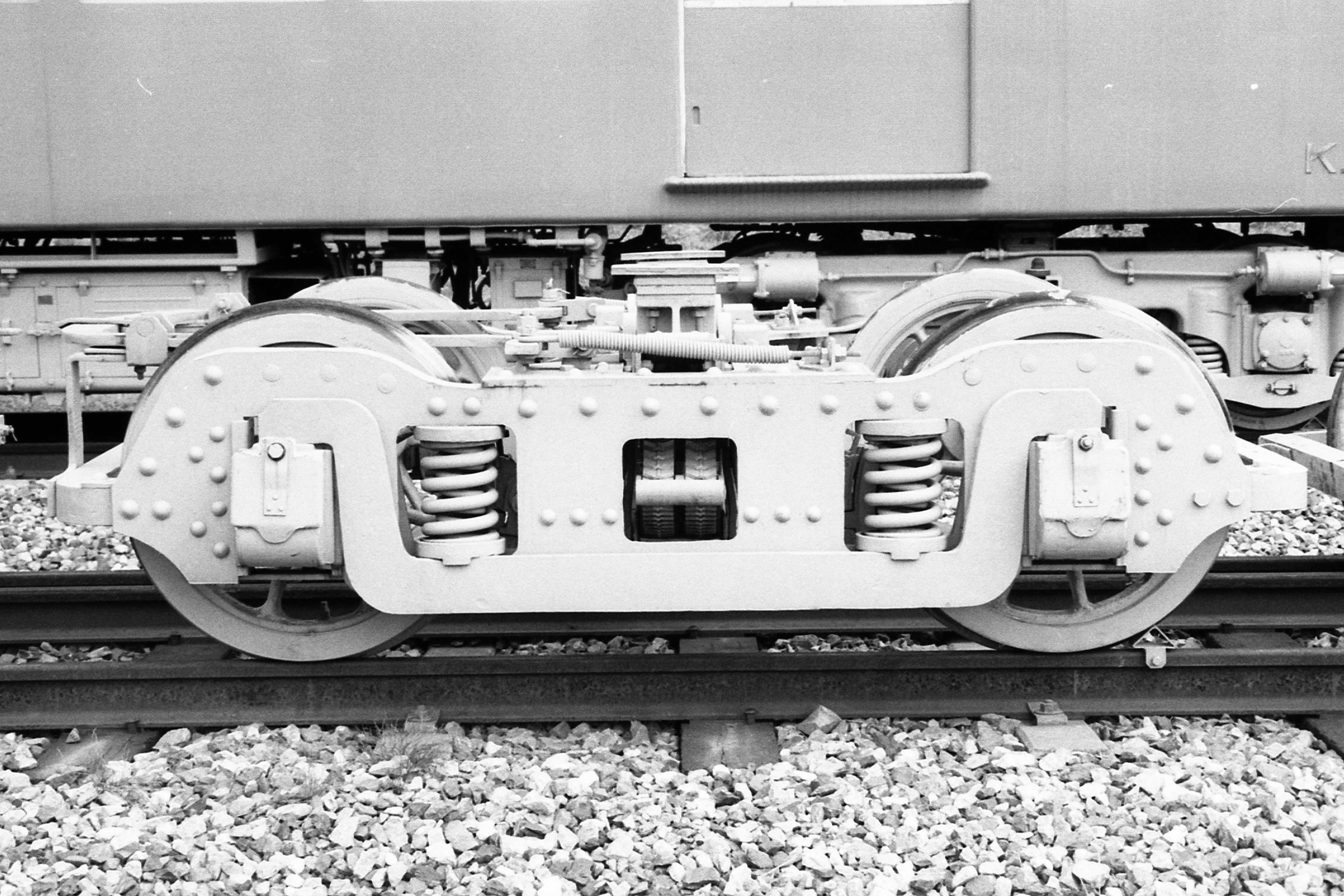
若葉台に保存されている雨宮H-1台車

デハ2000形2001・2004の台枠、台車を利用して1956年に東横車輛工業で製造された。全長13,910mm、荷重12.5tで、車体中央に着脱式のクレーンがあった。1957年（昭和32年）4月にチキ2970形2971・2972からチキ270形271・272に改番された。1982年（昭和57年）1月にブレーキ方式が自動ブレーキから電磁直通ブレーキ(HSC)に改造された。荷役の効率が悪いことと、老朽化も進んだことにより、チキ290形に置き換えられて1986年に廃車された。装備していた雨宮製H-1台車は若葉台工場に保存された。